# Heinrich Lauterbach
Heinrich Lauterbach (2. března 1893, Vratislav – 16. března 1973, Biberach an der Riß) byl německý architekt a teoretik architektury.

## Život
Heinrich Lauterbach pocházel ze středostavovské rodiny, jeho otec byl obchodníkem se dřevem a vlastnil lesy a pily v Polsku, Haliči a Maďarsku (tehdejší Rakousko-Uhersko), dědeček z matčiny strany byl majitelem hotelu Royal v Berlíně na Unter den Linden. Ve věku 14 let se Heinrich Lauterbach setkal s architektem Hansem Poelzigem, tehdejším ředitelem vratislavské Akademie výtvarných umění. Heinrich Lauterbach navštěvoval v letech 1900–1911 gymnázium ve Vratislavi. Po jeho absolvování studoval u Theodora von Gosen, který vedl třídu sochařů na vratislavské Akademii výtvarných umění. Během léta prohluboval své dovednosti v kreslení a akvarelu pod vedením Siegfrieda Härtela. Před svou vojenskou službou v první světové válce navštěvoval Technickou univerzitu v Darmstadtu. Na Technické univerzitě v Drážďanech v roce 1920 absolvoval státní zkouškou společně s Martinem Dülferem (také rodilým Vratislavanem), který se stal kolem roku 1900 jedním z průkopníků secese. V Berlíně pak pokračoval ve studiích pod vedením Hanse Poelziga.
Po několika letech "na zkušené" v zahraničí vedl Lauterbach mimo jiné stavbu budovy obchodní komory v Opolí v Polsku. Postavil tam také atelier pro portrétního fotografa Maxe Glauera. V roce 1925 začal Lauterbach pracovat jako nezávislý architekt ve Vratislavi. V letech 1928/1929 zde postavil bytový blok. Byl zodpovědný za přestavbu Vratislavské obchodní komory a rozšíření o velký burzovní sál. Od roku 1926 vedl slezskou pobočku Deutscher Werkbund (Svaz německého díla, obdoba Svazu československého díla). Zde se zasadil zejména o prosazování myšlenek hnutí Neues Bauen (moderna). Jeho kolegy zde byli Hans Scharoun a Adolf Rading, kteří oba, jako později Lauterbach, učili na vratislavské umělecké akademii. Svazem organizovaná výstava "Wohnung und Werkraum", zkráceně WUWA, kterou Lauterbach připravil a organizoval a která se konala ve Vratislavi v roce 1929, ho proslavila po celé zemi. Jednalo se o výstavní kolonii funkcionalistických vil, podobnou zástavbě v Praze na Babě. V roce 1930 se Lauterbach přestěhoval do jednoho ze svých řadových domů realizovaného v rámci WUWA. V sousedním domě žil malíř Oskar Schlemmer, se kterým se Lauterbach přátelil. Setkával se také pravidelně s ředitelem vratislavské akademie Oskarem Mollem a malíři Otto Muellerem a Carlo Mensem. Od roku 1930 do roku 1932 působil Lauterbach jako vyučující na Akademii výtvarných umění ve Vratislavi. Díky publikování svých prací dostal zakázky také v Čechách a Dalmácii, kde také v roce 1935 dočasně žil. Od roku 1940 do roku 1945 musel vykonávat vojenskou službu. Po působení na Technické univerzitě ve Stuttgartu (1947–1950) se Heinrich Lauterbach stal v roce 1950 profesorem architektury na Státní akademii výtvarných umění (Werkakademie) v Kasselu. Od roku 1955 byl řádným členem Berlínské akademie umění. V roce 1958 ukončil své působení v Kasselu, kde ho dnes připomíná ulice Heinrich-Lauterbach-Straße. Lauterbach se v roce 1960 přestěhoval do Biberachu an der Riss a věnoval se tam rozšiřování díla architekta Huga Haringa, který byl tamějším rodákem. V roce 1973 zde Lauterbach ve věku 80 let zemřel.

## Dílo

### Česko
Inspirován výstavou WUWA požádal jablonecký exportér bižuterie Jaroslav Hásek s manželkou Heinricha Lauterbacha o stavbu rodinné vily (tzv. Háskova vila) v podobně střídmém, funkcionalistickém stylu. Vila stojí na svahu nad jabloneckou přehradní nádrží, kde byla zbudována v letech 1930–1931. Zaujme především nautickými motivy (horizontální linie, obliny), podobně jako liberecká vila navržená architektem Thilo Schoderem.
Na hudebním večírku u Háskových se rozhodl zadat stavbu svého rodinného domu Lauterbachovi také doktor Friedrich Schmelowski. Tento dům stojí asi 300 metrů nad jabloneckým divadlem, v oblasti převážně secesní zástavby. Vila je rovněž ve funkcionalistickém stylu, s pro Lauterbacha typickými dynamickými prvky odkazujícími na tematiku lodí. Konstrukce domu byla na svou dobu (1931–32) velmi pokroková, základem byl ocelový skelet, vyplněný sendvičovým zdivem (podobně jako u známější vily Tugendhat). Kromě domu samotného byla součástí Lauterbachova návrhu také zahrada a její oplocení.

### Další země
- 1925–1926: zámek pro hraběte Strachwitze v Kadłubu (Horní Slezsko)
- 1926: fotografické studio Max Glauer v Opolí
- 1925–1926: bytová a administrativní budova L. Kampmeyer GmbH ve Vratislavi
- 1926–1927: bytový dům Einbaumstraße 8 ve Vratislavi
- 1926–1928: vícegenerační rezidenční zástavba ve Vratislavi
- 1928: rekonstrukce burzy ve Vratislavi
- 1929: rodinný dům 35 v rámci výstavy WUWA ve Vratislavi
- 1929: řadové rodinné domy 15, 14, 15 na WUWA ve Vratislavi
- 1934: bytový dům Dr. Jünglinga v Opoli
- 1935: bytový dům pro H. Regenhart-Zimdina v Dubrovníku
- 1936: dům pro D. Scholze v Steinseiffenu
- 1937: hospoda "Stammhaus Kipke" ve Vratislavi, Wachtplatz
- 1938: dům pro H. L. Nesselgrunda v hrabství Glatz
- 1949–1950: experimentální ubytování pro uprchlíky v Crailsheimu
- 1951: přízemní zahradní domek na výstavním veletrhu Constructa v Hannoveru
- 1952: bytový dům Dr. Kühnera v Kassel-Bad Wilhelmshöhe
- 1954–1955: zařízení bytového domu pro K. Hocha v Eschwege
- 1954–1956: ubytovna pro mládež v Marburgu
- 1956–1958: rozšíření pro speciální třídy Melanchthon-Schule Steinatal (Hesensko) (spolu s Friedhelm Reckmann)
- 1961–1965: studentská ubytovna Melanchthon-Schule Steinatal (Hesensko)

## Zajímavost
V roce 2014 doputovala do Jablonce nad Nisou putovní výstava Heinrich Lauterbach. Architekt vratislavského modernismu. Výstava putovala po všech městech, kde stojí Lauterbachovy budovy.

## Galerie

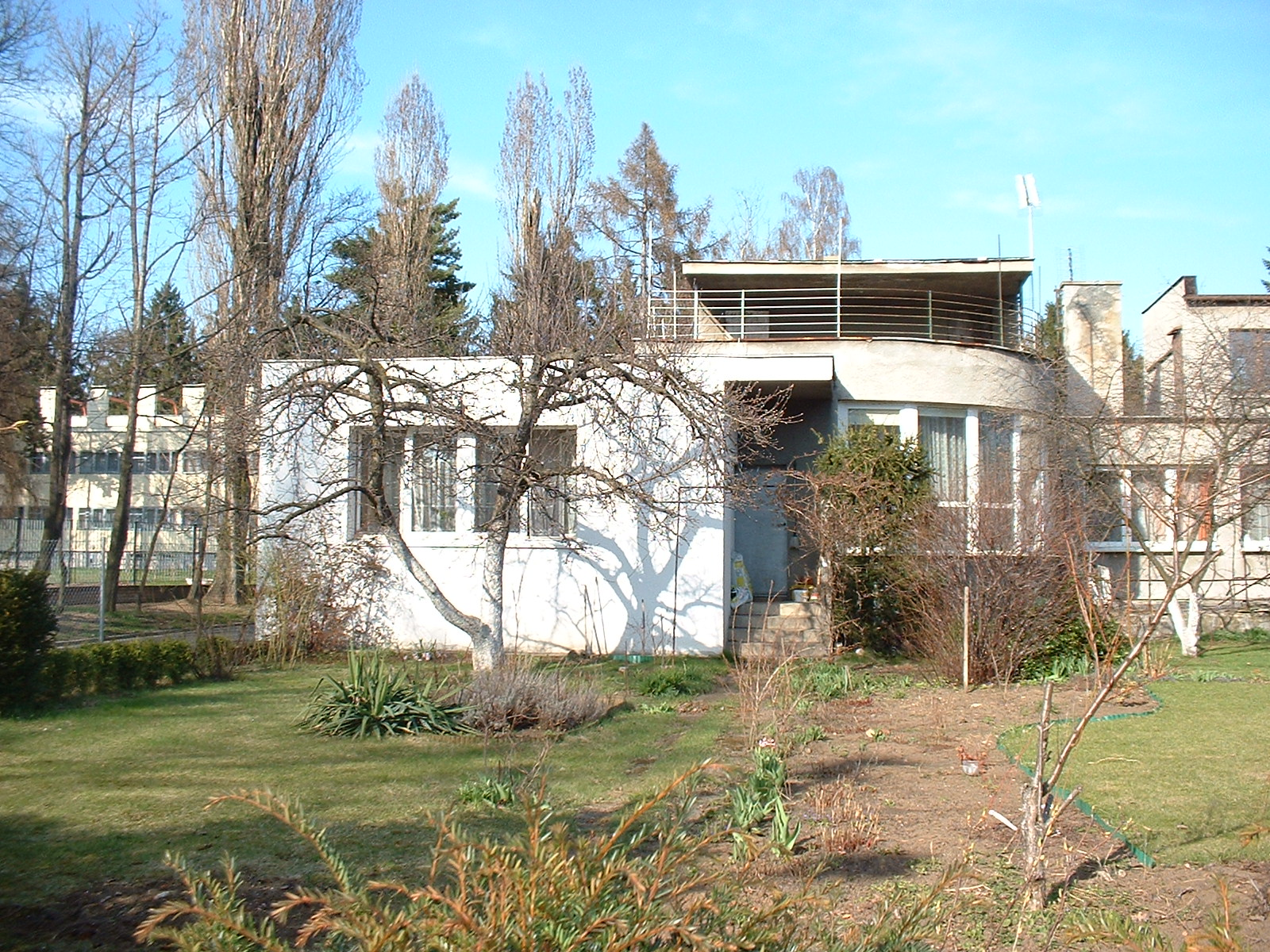
WUWA dům 35, Vratislav
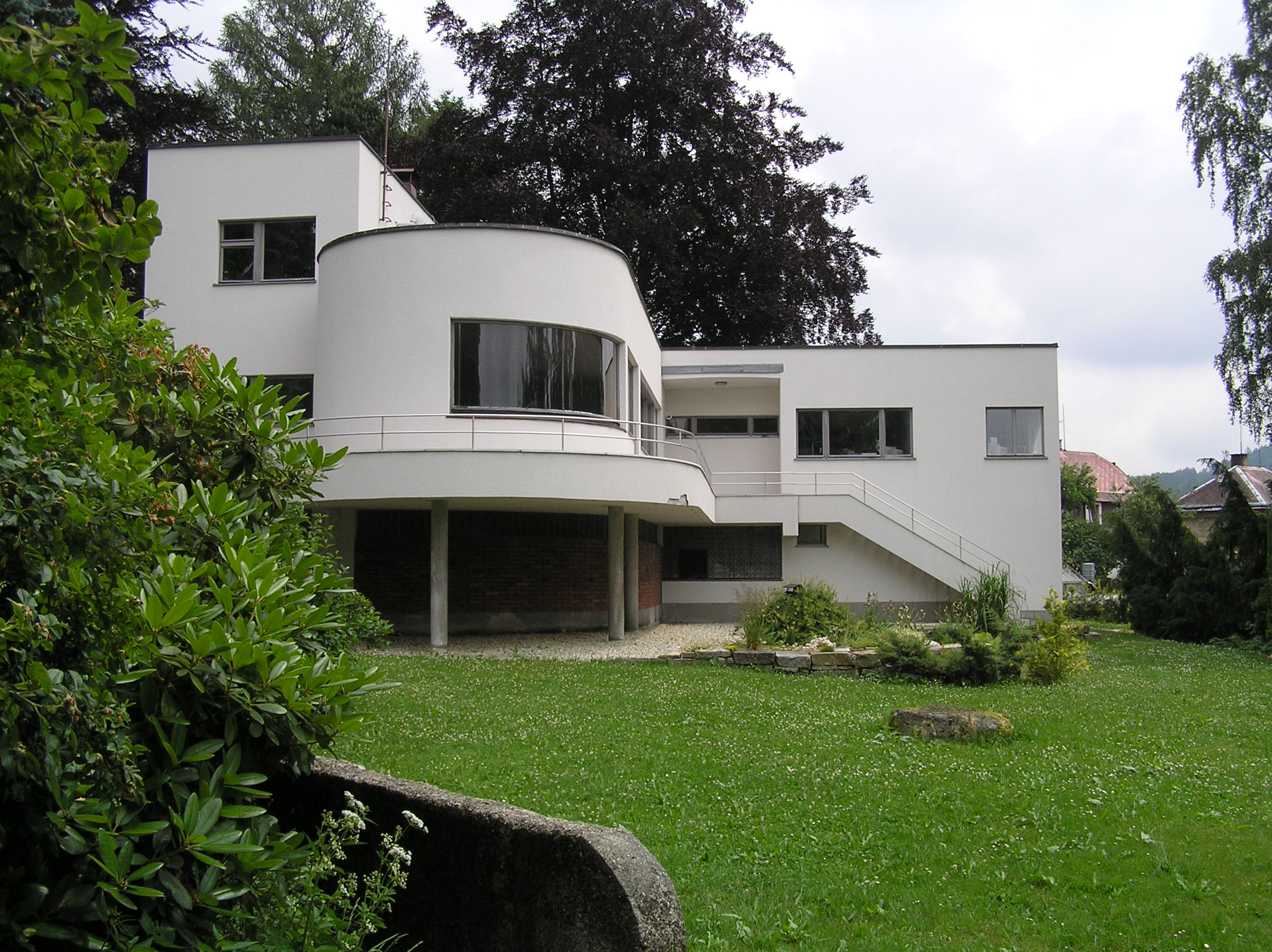
Háskova vila, Jablonec nad Nisou
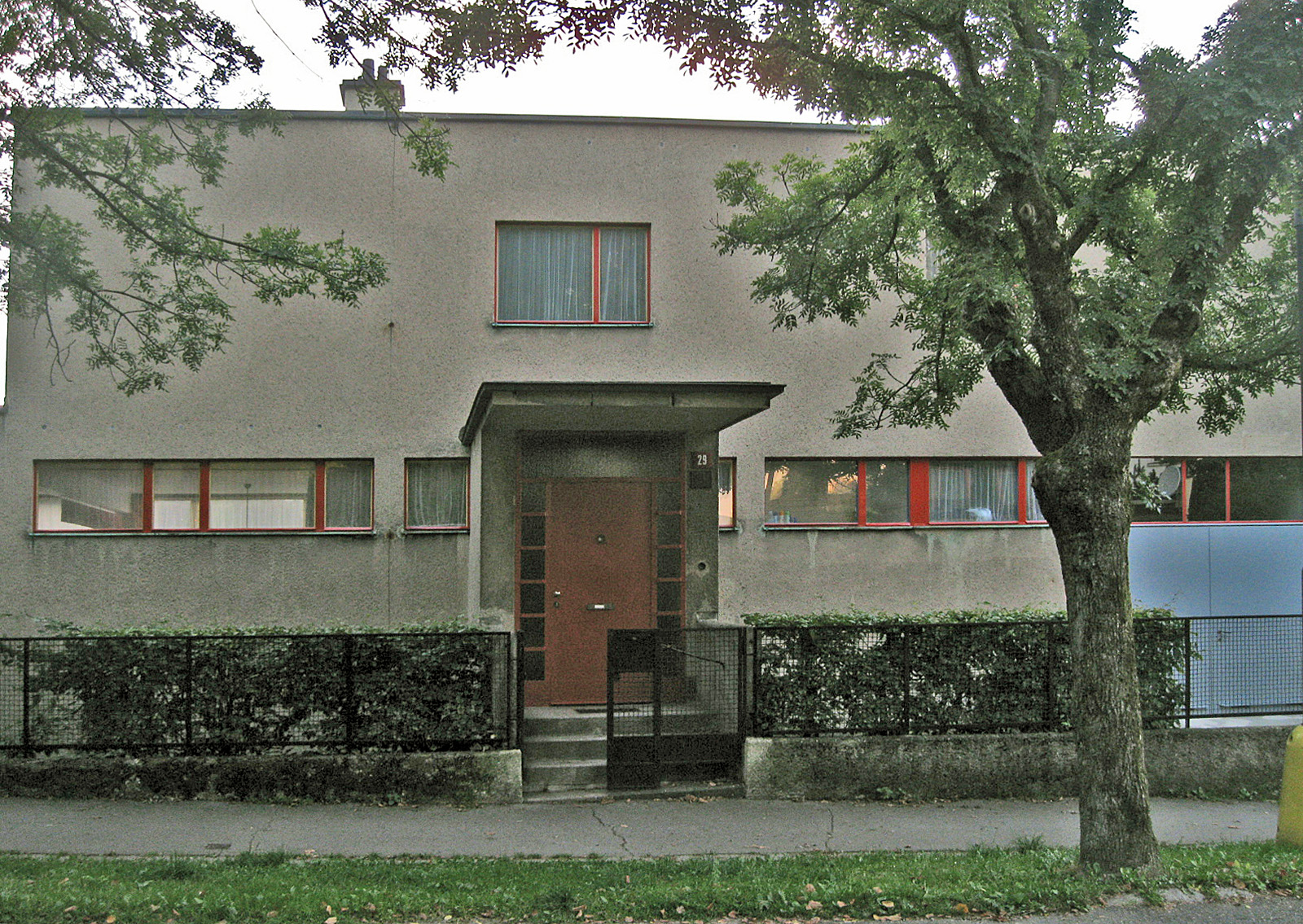
Schmelowského vila, Jablonec nad Nisou